# Тангра ТанНакРа (фондация)
Тангра ТанНакРа е общобългарска фондация. Основана е през 1997 г. като частно сдружение с идеална цел. За почетен председател тогава е избран писателят Йордан Вълчев, а за председател е Петко Колев. Съпредседатели са Милен Люцканов и Димитър М. Димитров. Седалището й е в София.
фондацията издава ежегодно т. нар. Вечен календар на българите, съдържащ статии на известни български историци. Целите, заложени в устава й са преоценки на факти от ранната българска история. Чуждоезиковите издания на фондацията са насочени за информиране на международната общност за приноси на българите в история на човечеството. 
Тангра ТанНакРа организира издигането в София на паметника на Джон Атанасов. През 2009 г. фондацията възражда Дружба Родина, патриотичната организация на българите-мохамедани от 30-те и 40-те години на ХХ век. Нейна идея е и популяризирането на ценни артефакти, като меча на Кубрат и розетата от Плиска под формата на възстановки. Редица години фондацията организира и поддържа Националния конкурс "Родолюбие" до преминаването му под патронажа на Синдиката на българските учители. Тангра ТанНакРа организира и серия експедиции в района на Средна Азия в търсене на прародината на прабългарите. При тези пътувания са заснети няколко филма с режисьор на тези филми е Александър Илиев. Фондацията подпомага документалната филмова поредица "България която съградихме".
През 2020 г. председателят й Петко Колев издава книгата "Анти бай Ганьо – Книга за Българите" и през 2022 г. продуцира едноименния филм.
Многократно през годините се организират и беседи пред български общности зад граница. Фондацията си партнира в своята дейност с редица институции и организации като Народната библиотека "Св.Св. Кирил и Методий", Националният исторически музей, Националният политехнически музей, Софийския и Великотърновския университети, Институтът за исторически изследвания на БАН, и редица други.

## Виж също
- Тангра ТанНакРа